# Tissington

civil parish i Derbyshire

Tissington är en by i civil parish Tissington and Lea Hall, i distriktet Derbyshire Dales, i grevskapet Derbyshire, i England. Tissington var en civil parish fram till 2009 när blev den en del av Tissington & Lea Hall. Civil parish hade 158 invånare år 2001. Byn nämndes i Domedagsboken (Domesday Book) år 1086, och kallades då Tizinctun.